# Kowboj Bebop
Kowboj Bebop (jap. カウボーイビバップ 天国の扉 Kaubōi bibappu: Tengoku no tobira; także Cowboy Bebop heaven's door) – japoński pełnometrażowy film anime w reżyserii Shin’ichirō Watanabe, oparty na zrealizowanym trzy lata wcześniej serialu Cowboy Bebop. Film miał swoją premierę 1 września 2001 roku.
Pod względem chronologii fabuły film nie jest kontynuacją serialu (ponieważ nie uwzględnia wydarzeń z jego finałowych odcinków), lecz jakby dodatkowym odcinkiem z jego środka, prezentującym jeszcze jedną przygodę bohaterów. 

## Fabuła
Faye Valentine, łowczyni nagród i członkini załogi statku Bebop, ściga na Marsie hakera, za którego wyznaczono stosunkowo skromną, ale jednak kuszącą nagrodę. Podczas tej akcji nieoczekiwanie staje się świadkiem ataku terrorystycznego, w którym najprawdopodobniej użyta została bliżej nieokreślona broń biologiczna. Dziesiątki ludzi giną na miejscu, a setki trafiają do szpitala z dziwnymi objawami, na które lekarze nie potrafią znaleźć żadnego antidotum. Rząd Marsa wyznacza za schwytanie sprawcy zamachu rekordowo wysoką nagrodę, ale brak jakichkolwiek wskazówek, kto mógłby dopuścić się tego czynu. Wszyscy łowcy z Bebopa postanawiają mimo to zająć się sprawą. 

## Bohaterowie
- Spike Spiegel (jap. スパイク・スピーゲル)

Seiyū: Kōichi Yamadera 
- Faye Valentine (jap. フェイ・ヴァレンタイン)

Seiyū: Megumi Hayashibara 
- Jet Black (jap. ジェット・ブラック)

Seiyū: Unshō Ishizuka 
- Ed (jap. エド)

Seiyū: Aoi Tada 
- Ranger (jap. レンジィ)

Seiyū: Renji Ishibashi 
- Raszid (jap. ラシード)

Seiyū: Mickey Curtis 
- Electra (jap. エレクトラ)

Seiyū: Ai Kobayashi 
- Vincent (jap. ヴィンセント)

Seiyū: Tsutomu Isobe 